# Campeonato Africano de Natación de 2006
El octavo Campeonato Africano de Natación se llevó a cabo en la ciudad de Dakar, capital de Senegal, del 11 al 16 de septiembre de 2006. 

## Medallero
| Núm.  | País       | Oro | Plata | Bronce | Total |
| ----- | ---------- | --- | ----- | ------ | ----- |
| 1     | Sudáfrica  | 20  | 10    | 9      | 39    |
| 2     | Argelia    | 8   | 9     | 8      | 25    |
| 3     | Túnez      | 5   | 10    | 5      | 20    |
| 4     | Kenia      | 4   | 4     | 1      | 9     |
| 5     | Egipto     | 2   | 4     | 7      | 13    |
| 6     | Seychelles | 1   | 1     | 3      | 5     |
| 7     | Senegal    | 0   | 1     | 2      | 3     |
| 7     | Marruecos  | 0   | 1     | 2      | 3     |
| 9     | Zimbabue   | 0   | 0     | 3      | 3     |
| Total | Total      | 40  | 40    | 40     | 120   |

## Resultados

### Eventos masculinos
| Evento                             | Oro | Plata | Bronce |
| ---------------------------------- | --- | --- | --- |
| 50 m estilo libre                  | Salim Iles Argelia 22.65                                                                                 | Shaun Harris Sudáfrica 22.96                                                                                 | Jason Dunford Kenia 23.31                                                                                               |
| 100 m estilo libre                 | Nabil Kebbab Argelia 50.57                                                                               | Jason Dunford Kenia 51.07                                                                                    | Shaun Harris Sudáfrica 51.29                                                                                            |
| 200 m estilo libre                 | Nabil Kebbab Argelia 1:52.05                                                                             | Jason Dunford Kenia 1:53.69                                                                                  | John Ellis Sudáfrica 1:54.65                                                                                            |
| 400 m estilo libre                 | Ahmed Mathlouthi Túnez 3:58.75                                                                           | Mohamed Mettigi Túnez 4:02.13                                                                                | Mohamed Magdy · Egipto · 4:02.92                                                                                        |
| 800 m estilo libre                 | Mohamed Magdy · Egipto · 8:21.12                                                                         | Mohamed Mettigi Túnez 8:22.74                                                                                | Ahmed Mathlouthi Túnez 8:24.00                                                                                          |
| 1500 m estilo libre                | Chad Ho Sudáfrica 15:52.52                                                                               | Mohamed Magdy · Egipto · 16:03.21                                                                            | Ahmed Mathlouthi Túnez 16:07.11                                                                                         |
| 50 m estilo pecho                  | Thabang Moeketsane Sudáfrica 28.95                                                                       | Malick Fall Senegal 29.47                                                                                    | Mehdi Hamama Argelia 30.24                                                                                              |
| 100 m estilo pecho                 | Thabang Moeketsane Sudáfrica 1:03.39                                                                     | Sofiane Daid Argelia 1:03.78                                                                                 | Malick Fall Senegal 1:04.18                                                                                             |
| 200 m estilo pecho                 | Sofiane Daid Argelia 2:17.67                                                                             | Thabang Moeketsane Sudáfrica 2:19.41                                                                         | Sherif Madkour Sudáfrica 2:23.73                                                                                        |
| 50 m estilo mariposa               | Salim Iles Argelia 24.75                                                                                 | Jason Dunford Kenia 24.88                                                                                    | Fouche Venter Sudáfrica 25.17                                                                                           |
| 100 m estilo mariposa              | Jason Dunford Kenia 53.88                                                                                | Ahmed Salah · Egipto · 55.00                                                                                 | Fouche Venter Sudáfrica 55.40                                                                                           |
| 200 m estilo mariposa              | Ahmed Salah · Egipto · 2:02.95                                                                           | Sofiane Daid Argelia 2:03.64                                                                                 | Mostafa Atef · Egipto · 2:05.60                                                                                         |
| 50 m estilo espalda                | Jason Dunford Kenia 26.83                                                                                | David Dunford Kenia 26.98                                                                                    | Stuart Rogers Sudáfrica 27.04                                                                                           |
| 100 m estilo espalda               | David Dunford Kenia 58.17                                                                                | Stuart Rogers Sudáfrica 58.98                                                                                | Naoufel Benabid Argelia 59.26                                                                                           |
| 200 m estilo espalda               | David Dunford Kenia 2:06.48                                                                              | Stuart Rogers Sudáfrica 2:06.74                                                                              | Naoufel Benabid Argelia 2:06.93                                                                                         |
| 200 m individuales combinados      | Taki Mrabet Túnez 2:06.84                                                                                | Ahmed Mathlouthi Túnez 2:06.99                                                                               | Mehdi Hamama Argelia 2:07.14                                                                                            |
| 400 m individuales combinados      | Stuart Rogers Sudáfrica 4:31.48                                                                          | Taki Mrabet Túnez 4:33.54                                                                                    | Mohamed Gadallah Argelia 4:34.81                                                                                        |
| 4 × 100 m estilo libre con relevos | Argelia 3:28.15 Nabil Kebbab 50.83 Badis Djendouci 53.99 Naoufel Benabid 53.05 Salim Iles 50.28          | Sudáfrica 3:28.47 Shaun Harris 51.35 Ryan De Klerk 53.36 Stuart Rogers 52.65 Fouche Venter 51.11             | Egipto 3:31.81 · Mohamed Mamdouh 52.29 · Ahmed Salah 53.82 · Ahmed Mustafa 54.08 · Abdel Rahman A. Bakr 51.62           |
| 4 × 200 m estilo libre con relevos | Argelia 7:45.32 Medhi Hamama 1:57.27 Ryad Djendouci 1:55.91 Naoufel Benabid 1:59.17 Nabil Kebbab 1:52.97 | Túnez 7:50.47 Mohamed Mettigi 1:59.96 Anouar Bennaceur 1:56.81 Taki M'Rabet 1:56.98 Ahmed Mathlouthi 1:56.72 | Egipto 7:53.19 · Mohamed Magdy 1:58.18 · Aziz Mazen 1:58.12 · Mohammed Gad Allah 1:59.01 · Abdel Rahman A. Bakr 1:57.88 |
| 4 × 100 m combinados con relevos   | Sudáfrica 3:46.52 Stuart Rogers 58.95 Thabang Moeketsane 1:02.47 Fouche Venter 54.72 Shaun Harris 50.38  | Argelia 3:49.12 Naoufel Benabid 58.93 Sofiane Daid 1:02.53 Nabil Kebbab 57.24 Salim Iles 50.42               | Egipto 3:53.34 · Mohamed Tarek Salah 1:00.76 · Ayman Khatab 1:05.71 · Ahmed Salah 54.80 · Abdel Rahman A. Bakr 52.07    |

### Eventos femeninos
| Evento                             | Oro | Plata | Bronce |
| ---------------------------------- | --- | --- | --- |
| 50 m estilo libre                  | Sarra Chahed Túnez 27:13                                                                                     | Marielle Rogers Sudáfrica 27:44                                                                                           | Samantha Richter Zimbabue 27:56                                                                                           |
| 100 m estilo libre                 | Leone Vorster Sudáfrica 57:67                                                                                | Sarra Chahed Túnez 58:01                                                                                                  | Samantha Richter Zimbabue 59:44                                                                                           |
| 200 m estilo libre                 | Leone Vorster Sudáfrica 2:01.92                                                                              | Maroua Mathlouthi Túnez 2:06.81                                                                                           | Shrone Austin Seychelles 2:07.60                                                                                          |
| 400 m estilo libre                 | Leone Vorster Sudáfrica 4:17.44                                                                              | Natalie du Toit Sudáfrica 4:24.83                                                                                         | Shrone Austin Seychelles 4:26.21                                                                                          |
| 800 m estilo libre                 | Maroua Mathlouthi Túnez 8:57.69                                                                              | Shrone Austin Seychelles 9:04.09                                                                                          | Natalie du Toit Sudáfrica 9:12.21                                                                                         |
| 1500 m estilo libre                | Shrone Austin Seychelles 17:07.28                                                                            | Maroua Mathlouthi Túnez 17:27.32                                                                                          | Natalie du Toit Sudáfrica 17:49.42                                                                                        |
| 50 m estilo pecho                  | Tamaryn Laubscher Sudáfrica 33:33                                                                            | Meriem Lamri Argelia 34:02                                                                                                | Sara El Bekri Marruecos 34:05                                                                                             |
| 100 m estilo pecho                 | Tamaryn Laubscher Sudáfrica 1:11.84                                                                          | Meriem Lamri Argelia 1:12.95                                                                                              | Sara El Bekri Marruecos 1:14.17                                                                                           |
| 200 m estilo pecho                 | Tamaryn Laubscher Sudáfrica 2:32.64                                                                          | Sara El Bekri Marruecos 2:37.97                                                                                           | Lydia Yefsah Argelia 2:38.93                                                                                              |
| 50 m estilo mariposa               | Elzanne Werth Sudáfrica 28:57                                                                                | Leone Vorster Sudáfrica 28:65                                                                                             | Samantha Richter Zimbabue 29:13                                                                                           |
| 100 m estilo mariposa              | Elzanne Werth Sudáfrica 1:02.57                                                                              | Fella Bennaceur Argelia 1:03.41                                                                                           | Mariem Meddeb Túnez 1:04.42                                                                                               |
| 200 m estilo mariposa              | Sarah Hadjabderahmane Argelia 2:16.72                                                                        | Louise Smyth Sudáfrica 2:19.26                                                                                            | Mariem Meddeb Túnez 2:24.06                                                                                               |
| 50 m estilo espalda                | Lehesta Kemp Sudáfrica 30.96                                                                                 | Dina Hegazy · Egipto · 31:22                                                                                              | Khadija Ciss Senegal 31:44                                                                                                |
| 100 m estilo espalda               | Lehesta Kemp Sudáfrica 1:04.93                                                                               | Dina Hegazy · Egipto · 1:05.51                                                                                            | Karima Lahmar Argelia 1:07.24                                                                                             |
| 200 m estilo espalda               | Lehesta Kemp Sudáfrica 2:20.99                                                                               | Tanya Bouffe Sudáfrica 2:22.03                                                                                            | Dina Hegazy · Egipto · 2:23.07                                                                                            |
| 200 m individuales combinados      | Tamaryn Laubscher Sudáfrica 2:21.76                                                                          | Maroua Mathlouthi Túnez 2:22.85                                                                                           | Tanya Bouffe Sudáfrica 2:23.91                                                                                            |
| 400 m individuales combinados      | Maroua Mathlouthi Túnez 4:55.58                                                                              | Souad Nafisa Cherouati Argelia 5:03.50                                                                                    | Shrone Austin Seychelles 5:09.15                                                                                          |
| 4 × 100 m estilo libre con relevos | Sudáfrica 3:55.85 Elzanne Werth 59.68 Tamaryn Laubscher 59.28 Lehesta Kemp 59.56 Leone Vorster 57.33         | Túnez 3:58.17 Sarra Chahed 58.05 Nadia Chahed 59.92 Mariem Meddeb1:00.81 Maroua Mathlouthi 59.79                          | Argelia 4:03.40 Fella Bennaceur 1:00.18 Souad Nafisa Cherouati 1:01.40 Sarah Hadjabderahmane 1:01.76 Kenza Matoub 1:00.06 |
| 4 × 200 m estilo libre con relevos | Sudáfrica 8:36.20 Leone Vorster 2:05.76 Elzanne Werth 2:07.27 Louise Smyth 2:12.98 Tamaryn Laubscher 2:10.19 | Argelia 8:40.60 Kenza Matoub 2:08.21 Fella Bennaceur 2:10.79 Souad Nafisa Cherouati 2:11.50 Sarah Hadjabderahmane 2:10.10 | Túnez 8:45.86 Sarra Chahed 2:10.48 Raoudha Rebai 2:13.61 Mariem Meddeb 2:14.98 Maroua Mathlouthi 2:06.76                  |
| 4 × 100 m combinados con relevos   | Sudáfrica 4:18.74 Lehesta Kemp 1:05.69 Tamaryn Laubscher 1:11.32 Elzanne Werth 1:03.75 Leone Vorster 57.98   | Argelia 4:27.09 Karima Lahmar 1:08.16 Mériem Lamri 1:14.95 Sarah Hadjabderahmane 1:05.27 Fella Bennaceur 58.71            | Egipto 4:30.18 · Dina Hegazy 1:06.62 · Salma Raouf Gasser 1:16.87 · May Attef 1:06.47 · Heba Yehia 1:00.22                |